# Dasychira plagiata
Dasychira plagiata és una espècie de lepidòpter ditrisi de la família dels erèbids (Erebidae), subfamília Lymantriinae.

## Distribució
Es troba a Terranova (de Labrador a Alberta), a Massachusetts, Nova York i Carolina del Nord.

## Descripció
Fa aproximadament 35 mm d'envergadura alar.

## Biologia
Els adults volen de juny a l'agost, depenent de la ubicació. Les larves s'alimenten de Picea glauca, Picea mariana, Picea rubens, Abies balsamea, Abies fraseri, Tsuga canadensis, Pinus i Larix.